# Cyrtolophus grandicornis
Cyrtolophus grandicornis är en skalbaggsart som beskrevs av Leon Fairmaire 1895. Cyrtolophus grandicornis ingår i släktet Cyrtolophus och familjen Rutelidae. Inga underarter finns listade i Catalogue of Life.